# Chrysocale splendens
Chrysocale splendens är en fjärilsart som beskrevs av Paul Dognin 1888. Chrysocale splendens ingår i släktet Chrysocale och familjen björnspinnare. Inga underarter finns listade i Catalogue of Life.